# Río Guañacos
Río Guañacos är ett vattendrag i Argentina.   Det ligger i provinsen Neuquén, i den sydvästra delen av landet, 1 100 km väster om huvudstaden Buenos Aires.
Omgivningarna runt Río Guañacos är i huvudsak ett öppet busklandskap. Trakten runt Río Guañacos är nära nog obefolkad, med mindre än två invånare per kvadratkilometer.